# プスコフ裁判勅書
プスコフ裁判勅書またはプスコフ裁判法典 (ロシア語: Псковская судная грамота) は、プスコフ共和国における古ルーシ法の法典。1397年から1467年までに、様々な改定を繰り返した。プスコフ市の議会やヴェーチェでの判例、プスコフ公の勅令、ルースカヤ・プラウダ、慣習法を元にしており、ノヴゴロド裁判勅書とあわせて後のモスクワ大公国の1497年法典に強い影響を与えた。

## 成立と承認
プスコフ裁判勅書は大きく二つの内容に分かれている。
- トヴェリ大公アレクサンドル・ミハイロヴィチによる章
- プスコフ公コンスタンチン・ドミトリエヴィチ（在位: 1407年 - 1414年）による章

これらは様々な追加条項とともに、1467年のヴェーチェで承認された。